# Torneo Preolímpico Sudamericano de 1964
El Torneo Preolímpico Sudamericano de 1964 se realizó entre el 7 y el 31 de mayo de 1964, en Lima, Perú.
En el torneo tomaron parte 7 equipos, de los cuales consiguieron la clasificación Argentina y Brasil, a los Juegos Olímpicos de Tokio 1964.

## Árbitros
- José Luis Praddaude
- Eunápio de Queiroz
- Jorge Cruzat
- Saúl de la Rosa
- Alberto Tejada Burga
- Angel Pazos

## Participantes
| Equipos participantes | Equipos participantes | Equipos participantes | Equipos participantes |
| --------------------- | --------------------- | --------------------- | --------------------- |
| Argentina             | Brasil                | Chile                 | Colombia              |
| Ecuador               | Perú                  | Uruguay               |                       |

## Sedes
| Lima                      |
| ------------------------- |
| Estadio Nacional del Perú |
| Capacidad: 55 000         |
|                           |

## Clasificación
| Equipo    | PJ | PG | PE | PP | GF | GC | Dif | PTS |
| --------- | -- | -- | -- | -- | -- | -- | --- | --- |
| Argentina | 5  | 5  | 0  | 0  | 11 | 1  | +10 | 10  |
| Brasil    | 3  | 2  | 1  | 0  | 6  | 2  | +4  | 5   |
| Perú      | 4  | 2  | 1  | 1  | 6  | 2  | +4  | 5   |
| Colombia  | 5  | 1  | 2  | 2  | 6  | 10 | –4  | 4   |
| Uruguay   | 5  | 0  | 3  | 2  | 3  | 7  | –4  | 3   |
| Chile     | 4  | 1  | 1  | 2  | 2  | 6  | –4  | 3   |
| Ecuador   | 5  | 0  | 2  | 3  | 4  | 10 | –6  | 2   |

### Partidos
| 7 de mayo de 1964 | Perú        | 1:1 (0:1) | Ecuador    | Estadio Nacional, Lima                                          |                                                                 |
|                   | Lobatón 65' |           | Rangel 28' | Asistencia: 15.000 espectadores Árbitro(s): José Luis Praddaude | Asistencia: 15.000 espectadores Árbitro(s): José Luis Praddaude |

| 8 de mayo de 1964 | Argentina       | 2:0 (0:0) | Colombia | Estadio Nacional, Lima         |                                |
|                   | Malleo 50', 75' |           |          | Árbitro(s): Eunápio de Queiroz | Árbitro(s): Eunápio de Queiroz |

| 8 de mayo de 1964 | Chile | 0:0 | Uruguay | Estadio Nacional, Lima          |  |
|                   |       |     |         | Árbitro(s): José Luis Praddaude |  |

| 10 de mayo de 1964 | Perú                 | 3:0 (2:0) | Colombia | Estadio Nacional, Lima                                  |                                                         |
|                    | La Rosa 5', 24', 47' |           |          | Asistencia: 12.000 espectadores Árbitro(s): Angel Pazos | Asistencia: 12.000 espectadores Árbitro(s): Angel Pazos |

| 11 de mayo de 1964 | Argentina | 1:0 (1:0) | Ecuador | Estadio Nacional, Lima      |                             |
|                    | Pérez 10' |           |         | Árbitro(s): Saúl de la Rosa | Árbitro(s): Saúl de la Rosa |

| 11 de mayo de 1964 | Brasil                 | 2:0 (1:0) | Chile | Estadio Nacional, Lima           |                                  |
|                    | Othon 23' · Soares 63' |           |       | Árbitro(s): Alberto Tejada Burga | Árbitro(s): Alberto Tejada Burga |

| 14 de mayo de 1964 | Ecuador       | 1:1 (1:1) | Uruguay        | Estadio Nacional, Lima         |                                |
|                    | Landazuri 37' |           | Avellaneda 23' | Árbitro(s): Eunápio de Queiroz | Árbitro(s): Eunápio de Queiroz |

| 14 de mayo de 1964 | Brasil         | 1:1 (0:0) | Colombia    | Estadio Nacional, Lima   |                          |
|                    | dos Santos 63' |           | Padilla 70' | Árbitro(s): Jorge Cruzat | Árbitro(s): Jorge Cruzat |

| 16 de mayo de 1964 | Argentina                                 | 4:0 (1:0) | Chile | Estadio Nacional, Lima  |                         |
|                    | Malleo 6' · Manfredi 55' · Bulla 57', 67' |           |       | Árbitro(s): Angel Pazos | Árbitro(s): Angel Pazos |

| 17 de mayo de 1964 | Perú                          | 2:0 (1:0) | Uruguay | Estadio Nacional, Lima                                   |                                                          |
|                    | Casaretto 20' · Chumpitaz 74' |           |         | Asistencia: 37.000 espectadores Árbitro(s): Jorge Cruzat | Asistencia: 37.000 espectadores Árbitro(s): Jorge Cruzat |

| 18 de mayo de 1964 | Chile            | 2:0 (1:0) | Colombia | Estadio Nacional, Lima           |                                  |
|                    | Tabillo 37', 56' |           |          | Árbitro(s): Alberto Tejada Burga | Árbitro(s): Alberto Tejada Burga |

| 18 de mayo de 1964 | Brasil                                       | 3:1 (0:0) | Ecuador     | Estadio Nacional, Lima                                         |                                                                |
|                    | Zé Roberto 60' · Soares 70' · dos Santos 76' |           | Ordóñez 58' | Asistencia: 2.500 espectadores Árbitro(s): José Luis Praddaude | Asistencia: 2.500 espectadores Árbitro(s): José Luis Praddaude |

| 20 de mayo de 1964 | Colombia                                 | 4:1 (2:0) | Ecuador      | Estadio Nacional, Lima   |                          |
|                    | Caicedo 11', 68' · Caro 24' · Varela 82' |           | Alvarado 53' | Árbitro(s): Jorge Cruzat | Árbitro(s): Jorge Cruzat |

| 20 de mayo de 1964 | Argentina           | 3:1 (1:0) | Uruguay           | Estadio Nacional, Lima           |                                  |
|                    | Bulla 18', 75', 77' |           | Varela 88' (pen.) | Árbitro(s): Alberto Tejada Burga | Árbitro(s): Alberto Tejada Burga |

| 23 de mayo de 1964 | Colombia     | 1:1 (1:0) | Uruguay     | Estadio Nacional, Lima           |                                  |
|                    | Guerrero 27' |           | Fontora 78' | Árbitro(s): Alberto Tejada Burga | Árbitro(s): Alberto Tejada Burga |

| 24 de mayo de 1964 | Perú | 0:1 (0:0) | Argentina    | Estadio Nacional, Lima                                  |                                                         |
|                    |      |           | Manfredi 60' | Asistencia: 47.197 espectadores Árbitro(s): Angel Pazos | Asistencia: 47.197 espectadores Árbitro(s): Angel Pazos |

| 26 de mayo de 1964 | Chile | - | Ecuador | Estadio Nacional, Lima |  |

| 26 de mayo de 1964 | Brasil | - | Uruguay | Estadio Nacional, Lima |  |

| 28 de mayo de 1964 | Argentina | - | Brasil | Estadio Nacional, Lima |  |

| 28 de mayo de 1964 | Perú | - | Chile | Estadio Nacional, Lima |  |

| 31 de mayo de 1964 | Perú | - | Brasil | Estadio Nacional, Lima |  |

- Debido al empate de puntos, se hizo un partido de desempate para determinar al clasificado.

## Repechaje
| 7 de junio de 1964 | Brasil                                       | 4:0 (3:0) | Perú | Estadio Jornalista Mário Filho, Río de Janeiro |                              |
|                    | Miranda 20' · Zé Roberto 30' · Cruz 45', 84' |           |      | Árbitro(s): Gottfried Dienst                   | Árbitro(s): Gottfried Dienst |

## Clasificados a los Juegos Olímpicos de Tokio 1964
| Bandera de Argentina | Bandera de Brasil |
| Argentina            | Brasil            |
| Campeón 2.do título  | Segundo puesto    |